# Erik I. (Norwegen)

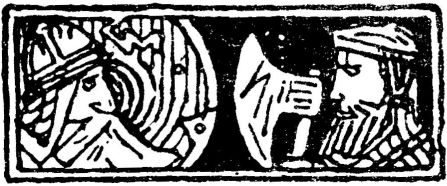
Erik bekam den Beinamen „Blutaxt“, Illustration zur Erikssonssaga von Gerhard Munthe (1899)

Erik I., genannt „Blutaxt“ (altnordisch Eiríkr blóðøx; norwegisch Eirik I. Blodøks Haraldsson; * um 885; † 954), war der zweite König Norwegens (933–935) und der älteste Sohn von Harald I. Schönhaar und der letzte Wikinger-König von York (Jórvík).

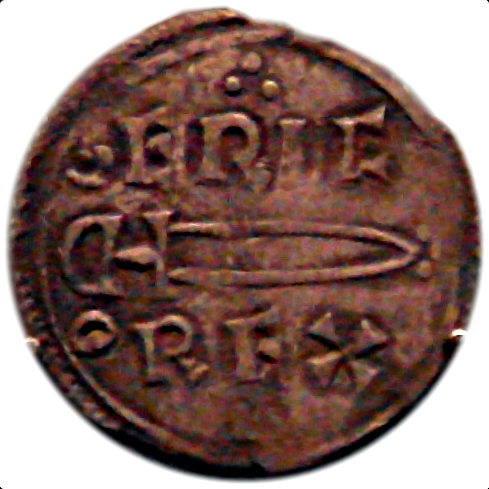
Münze Eriks mit der Aufschrift „Rex“ aus England

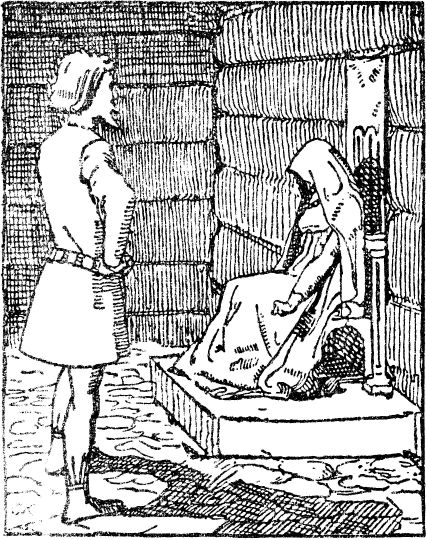
Gunnhild erfährt von Eriks Tod, Illustration zur Saga von Håkon dem Guten nach Christian Krohg (1899)

Sein Vater hatte ihn entgegen dem damals geltenden Erbrecht, das eine gleiche Verteilung der Hinterlassenschaft unter den Erben vorsah, zum Alleinerben und Nachfolger bestimmt. Als Grund für diese Auszeichnung wird angegeben, dass seine Mutter, Ragnhild die Mächtige von Jütland, ebenfalls aus königlichem Geschlecht stammte. Seine Vorrangstellung gegenüber den übrigen Brüdern wurde durch die Ehe mit Gunnhild, der Tochter des dänischen Königs Gorm des Alten, der mit dieser Ehe die dänische Königsmacht wieder zu stabilisieren hoffte, unterstrichen. Ihr Bruder war der spätere König Harald Blauzahn, der auch König von Norwegen wurde. Aus dieser Ehe stammten die Söhne Gamle Eriksson (gest. 955 in der Schlacht von Rastarkalv), Guttorm (gest. 953 in der Schlacht von Avaldsnes), Harald Graufell, Ragnfred, Erling, Gudrød und Sigurd Sleva.
Eriks Brüder respektierten diese Entscheidung des Vaters nicht, und so kam es schon zu Lebzeiten Haralds zu Kämpfen zwischen ihnen. Nach seiner Machtübernahme begann Erik angeblich damit, seine 18 Brüder hinzurichten, ausgenommen seinen Nachfolger Håkon, der in England lebte. Er hatte allerdings ziemlich sicher keine 18 Brüder, wie im Artikel über Harald I. (Schönhaar) näher dargelegt wird.
Alle Sagas berichten lediglich, dass Erik König in Vestland – und nur dort – gewesen sei. Ihm misslang allerdings so viel, dass er 935 – nach zwei Jahren – außer Landes gehen musste. Håkon kehrte daraufhin aus England zurück. Einige Sagas behaupten, weitsichtige Männer hätten Håkon geholt, als sie mit Erik unzufrieden geworden seien, andere Sagas lassen Håkon aus eigenem Antrieb zurückkehren, um die Königsmacht zu übernehmen.
Man weiß nicht, wohin sich Erik wandte, als er Norwegen verließ, möglicherweise zog er nach England. Allerdings gibt es Berichte, dass er ab 937 die Orkneys als Basis für Raubzüge nutzte. Er versuchte zwischendurch auch vergeblich, in Trøndelag seine Regentschaft zurückzugewinnen. Am Ende seines Lebens wird von ihm als König in Jórvík (York) berichtet.
Eriks Herrschaft in Jórvík traf auf heftige Opposition, er starb 954 in der Schlacht bei Stainmore, Westmorland in England, gegen seinen Rivalen König Magnus, Sohn des Königs Olaf Cuaran von Dublin.